# Grand Prix automobile de Grande-Bretagne 2000
GP précédent GP suivant
Le Grand Prix automobile de Grande-Bretagne 2000 (2000 Foster's British Grand Prix), disputé sur le circuit de Silverstone le 23 avril 2000, est la 650e épreuve du championnat du monde de Formule 1 courue depuis 1950 et la quatrième manche du championnat 2000.

## Classement
| Pos. | No | Pilote                | Écurie             | Tours | Temps/Abandon                      | Grille | Points |
| ---- | -- | --------------------- | ------------------ | ----- | ---------------------------------- | ------ | ------ |
| 1    | 2  | David Coulthard       | McLaren-Mercedes   | 60    | 1 h 28 min 50 s 108 (208,296 km/h) | 4      | 10     |
| 2    | 1  | Mika Häkkinen         | McLaren-Mercedes   | 60    | + 1 s 477                          | 3      | 6      |
| 3    | 3  | Michael Schumacher    | Ferrari            | 60    | + 19 s 917                         | 5      | 4      |
| 4    | 9  | Ralf Schumacher       | Williams-BMW       | 60    | + 41 s 312                         | 7      | 3      |
| 5    | 10 | Jenson Button         | Williams-BMW       | 60    | + 57 s 759                         | 6      | 2      |
| 6    | 6  | Jarno Trulli          | Jordan-Mugen-Honda | 60    | + 1 min 19 s 273                   | 11     | 1      |
| 7    | 11 | Giancarlo Fisichella  | Benetton-Playlife  | 59    | + 1 tour                           | 12     |        |
| 8    | 17 | Mika Salo             | Sauber-Petronas    | 59    | + 1 tour                           | 18     |        |
| 9    | 12 | Alexander Wurz        | Benetton-Playlife  | 59    | + 1 tour                           | 20     |        |
| 10   | 14 | Jean Alesi            | Prost-Peugeot      | 59    | + 1 tour                           | 15     |        |
| 11   | 16 | Pedro Diniz           | Sauber-Petronas    | 59    | + 1 tour                           | 13     |        |
| 12   | 8  | Johnny Herbert        | Jaguar-Ford        | 59    | + 1 tour                           | 14     |        |
| 13   | 7  | Eddie Irvine          | Jaguar-Ford        | 59    | + 1 tour                           | 9      |        |
| 14   | 20 | Marc Gené             | Minardi-Fondmetal  | 59    | + 1 tour                           | 21     |        |
| 15   | 21 | Gaston Mazzacane      | Minardi-Fondmetal  | 59    | + 1 tour                           | 22     |        |
| 16   | 22 | Jacques Villeneuve    | BAR-Honda          | 56    | Boîte de vitesses                  | 10     |        |
| 17   | 5  | Heinz-Harald Frentzen | Jordan-Mugen-Honda | 54    | Boîte de vitesses                  | 2      |        |
| Abd. | 15 | Nick Heidfeld         | Prost-Peugeot      | 51    | Pression d'huile                   | 17     |        |
| Abd. | 23 | Ricardo Zonta         | BAR-Honda          | 36    | Sortie de piste                    | 16     |        |
| Abd. | 4  | Rubens Barrichello    | Ferrari            | 35    | Panne hydraulique                  | 1      |        |
| Abd. | 18 | Pedro de la Rosa      | Arrows-Supertec    | 26    | Panne électrique                   | 19     |        |
| Abd. | 19 | Jos Verstappen        | Arrows-Supertec    | 20    | Panne électrique                   | 8      |        |

## Pole position et record du tour
- Pole position : Rubens Barrichello en 1 min 25 s 703 (vitesse moyenne : 215,908 km/h).
- Meilleur tour en course : Mika Häkkinen en 1 min 26 s 217 au 56e tour (vitesse moyenne : 214,621 km/h).

## Tours en tête
- Rubens Barrichello : 33 (1-30 / 33-35)
- David Coulthard : 21 (31-32 / 42-60)
- Michael Schumacher : 3 (36-38)
- Heinz-Harald Frentzen : 3 (39-41)

## Statistiques
- 7e victoire pour David Coulthard.
- 124e victoire pour McLaren en tant que constructeur.
- 29e victoire pour Mercedes en tant que motoriste.